# Dixyrazin

Strukturformel

Dixyrazin (Esucos) är ett fentiazinpreparat som har lugnande egenskaper men också motverkar illamående. Det har därför använts för att motverka illamående av cellgifter liksom akut efter till exempel en stroke.
I högre doser har det även antipsykotisk effekt. Eftersom det inte är vanebildande användes det mycket inom barnpsykiatrin och alkoholistvården. Preparatet har också använts mycket inom palliativ (lindrande) medicin. Esucos fanns ursprungligen som injektionsvätska samt tabletter, men under senare år endast som tabletter. Injektionsvätskan användes ofta som förstahandsval vid behandling av ångest på akutmottagningen exempelvis vid misstänkta hjärtinfarkter.
Preparatet har utgått och avregistrerades under våren 2007. Tillverkaren UCB anger låg försäljning och produktionsproblem som anledning till att preparatet avregistrerats. Detta har ifrågasatts inom läkarprofessionen då preparatet har fortsatt att vara ett komplement i behandlingen av illamående.
Esucos finns dock fortfarande kvar som licenspreparat på 10mg och 25mg tablett.
Esucos var inte särskilt verksamt som neuroleptikum men hade god anxiolytisk (ångestdämpande) verkan utan att vara vanebildande eller särskilt tröttande. En besvärlig biverkan var dock ökad aptit med viktökning som följd. Risk för så kallad tardiv dyskinesi, till exempel abnorma tungrörelser, förekom också vid långtidsbehandling. 